# Arcesilao I di Cirene
Arcesilao I (in greco antico: Ἀρκεσίλαος?, Arkesílaos; Cirene, ... VII secolo a.C. – 583 a.C.), figlio di Batto I, fu il secondo re della dinastia dei Battiadi.
Molto poco si conosce del regno di Arcesilao. Succedette al trono del padre, Batto I, intorno al 600 a.C.; Erodoto (IV, 159) scrive che durante il suo regno il numero di abitanti rimasero costanti. Morì nel 583 a.C., lasciando il figlio Batto II al trono. Ebbe anche una figlia, chiamata Critola.